# Alejandro Giammattei
Alejandro Eduardo Giammattei Falla (ur. 9 marca 1953 w Gwatemali) – gwatemalski polityk, od 14 stycznia 2020 do 14 stycznia 2024 prezydent Gwatemali. Z zawodu lekarz, od 2006 roku pracował jako urzędnik nadzorujący więzienia w państwie.

## Kariera zawodowa
Po studiach na Uniwersytecie San Carlos (USAC) w 1980 roku został lekarzem. W latach 1982–1986 był konsultantem w Panamerykańskiej Organizacji Zdrowia. Od 1986 do 1990 był dyrektorem transportu publicznego w mieście Gwatemala, a także członkiem korpusu strażaków miasta. W 1991 został dyrektorem generalnym gwatemalskiej spółki wodnej Empresa Municipal de Agua.
Począwszy od końca lat 90. Giammattei rozpoczął swoją działalność polityczną, starając się osiągnąć pozycję w wyborach powszechnych. Najpierw kandydował na burmistrza stolicy, a następnie na prezydenta Republiki. Był kandydatem w wyborach prezydenckich w latach 2007, 2011, 2015 i 2019. W 2019 został prezydentem, wygrywając dopiero w drugiej turze, gdzie zdobył 59,33% głosów i zdecydowanie pokonał rywalkę Sandrę Torres z centrolewicowej Narodowej Jedności.

## Poglądy
Postrzegany jest jako konserwatywny i prawicowy. Giammattei utrzymuje stanowisko przeciw aborcji, małżeństwom osób tej samej płci oraz popiera karę śmierci i użycie wojska dla bezpieczeństwa obywateli. Zobowiązał się przywrócić karę śmierci, aby pomóc „zmiażdżyć brutalne gangi, walczyć z biedą i zakończyć obrzydliwą korupcję”.

## Odznaczenia
- Order Księcia Jarosława Mądrego I Klasy (2023)[7]